# Франческо Манфреди
Франческо I ди Альбергеттино Манфреди (итал. Francesco I Manfredi; ? — 29 мая 1343, Фаэнца) — итальянский кондотьер, первый синьор Фаэнцы из рода Манфреди.

## Биография
Франческо родился в довольно состоятельной и уважаемой семье Альбергетто Манфреди, одного из лидеров гвельфов Романьи. После смерти отца в Имоле в 1275 году Франческо унаследовал его владения Бризигеллу, Кварнето, Бакканьяно и некоторые другие. 2 мая 1285 года участвовал в злодейском убийстве Альбергетто и Манфредо Манфреди, устроенном его кузеном Альбериго Манфреди.
В 1310 году с разрешения папы римского он провел реконструкцию замков в Бризигелле и Бакканьяно. 4 января 1313 года Франческо был назначен капитаном народа Фаэнцы, а 9 ноября 1314 года — капитаном народа Имолы. В это же время он построил замок Гранароло.
Вскоре Франческо стал фактическим правителем города. В период его правления в Фаэнце стало быстро развиваться производство керамики (именно благодаря этому одна из разновидностей керамической продукции поныне носит название «фаянс» — в честь города Фаэнца). Кроме того, при Франческо был заложен великолепный мост через реку Ламон, украшенный двумя башнями (к сожалению, варварски разрушенный в 1842 году).
В 1327 году сын Франческо Манфреди Албергеттино решил не дожидаться естественного порядка наследования и отстранил отца от власти. Однако Албергетто Манфреди не долго оставался синьором Фаэнцы. Вскоре город захватили папские войска и Албергетто казнили в Болонье в августе 1329 года. Однако через десять лет, в 1339 году, брату казненного Албергетто, Риккардо Манфреди (ум. 1340), удалось вернуть власть над Фаэнцей. После смерти Риккардо синьором Фаэнцы стал вернувшийся в город Франческо Манфреди, а через год, в 1341 году, сын Риккардо — Джованни Манфреди (1324—1373).